# Mezobromelia bicolor
Mezobromelia bicolor är en gräsväxtart som beskrevs av Lyman Bradford Smith. 
Mezobromelia bicolor ingår i släktet Mezobromelia och familjen Bromeliaceae. Inga underarter finns listade i Catalogue of Life.